# Julie Wolfthorn

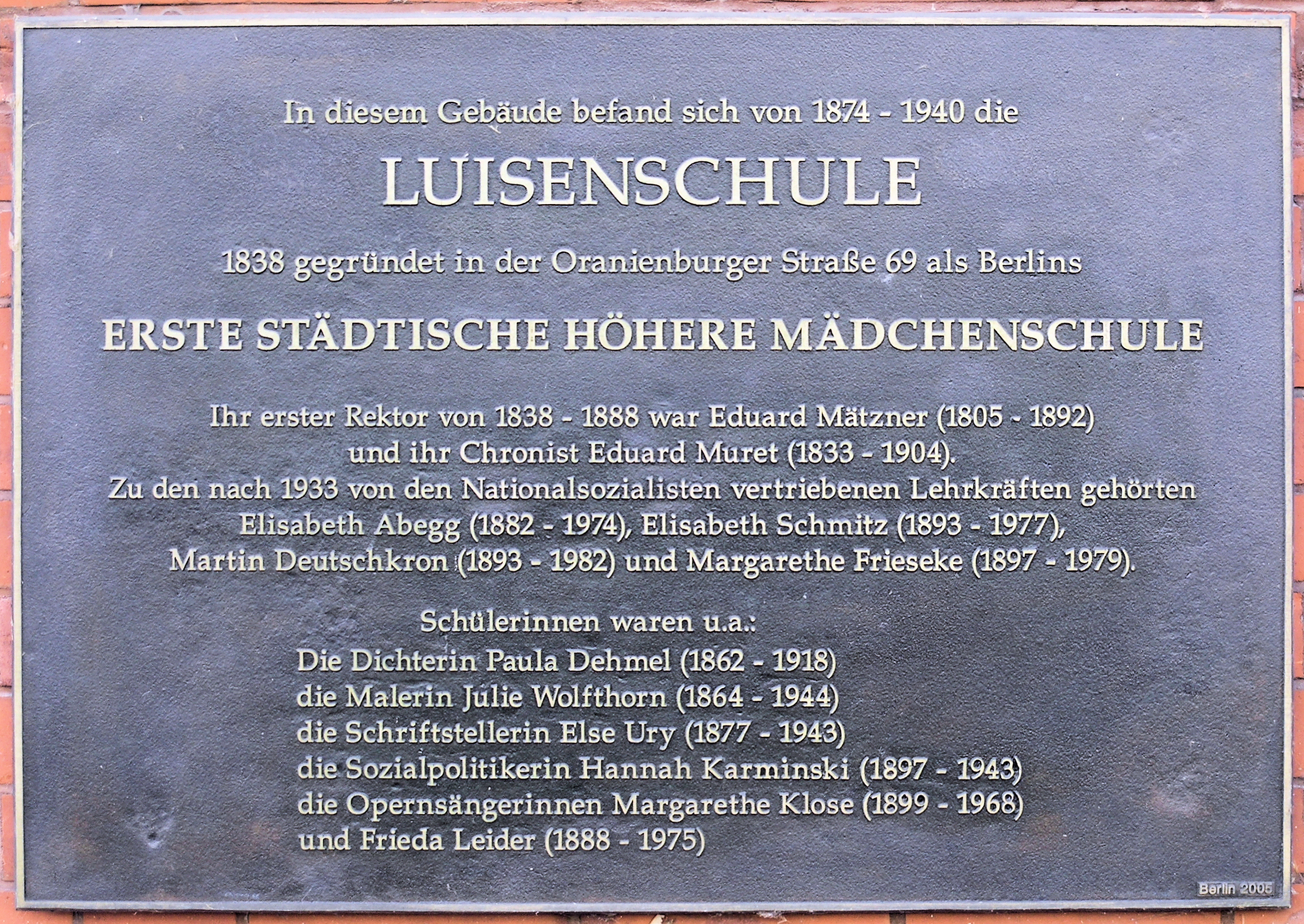
Placa en Ziegelstraße 12 donde se nombra a Julie Wolfthorn como estudiante del Luisenschule.

Julie Wolfthorn o Julie Wolf-Thorn, con apellido de nacimiento Wolf o Wolff, (Toruń, 8 de enero de 1864-Gueto de Terezín, 29 de diciembre de 1944) fue una dibujante, pintora y grafista alemana.

## Vida
Nació en Toruń y fue la hija pequeña de una familia burguesa de judíos. Uno de sus cuatro hermanos fue el escultor Georg Wolf. A partir de 1890 estudió pintura y diseño gráfico en Berlín, y desde 1892 en la Académie Colarossi con Gustave Courtois y Edmond Aman-Jean. Regresó a Berlín y durante años residió en una casa en el número 50 de Kurfürstenstraße, edificio que hoy no existe. En 1895 acudió a la escuela femenina de dibujo fundada por Curt Herrmann. En 1898 fue una de las cuatro mujeres fundadoras de la Secesión de Berlín, aunque la abandonó junto con Max Uth y Hugo Lederer; no fue atendida su petición de volver dos años más tarde. En 1898 ingresó en la Verein der Berliner Künstlerinnen. En 1904 se casó con Rudolf Klein-Diepold, un crítico e historiador del arte. Junto con más de doscientas mujeres artistas firmó una petición en 1905 en la que se pretendía su admisión en la Academia de las Artes de Prusia; la solicitud fue desestimada por el entonces director Anton von Werner. Junto con Käthe Kollwitz creó la Verbindung Bildender Künstlerinnen; también junto a Kollwitz fue elegida en 1912 como miembro y jurado de la Secesión. En 1927 se unió a la Hiddensoer Künstlerinnenbund, que fue disuelta por los nazis en 1933. También en 1933 fue expulsada, junto con Fanny Remak que huyó a Inglaterra, de la Secesión. Permaneció en Berlín y colaboró en la Jüdischer Kulturbund hasta que fue prohibida en 1941. Se detuvo a los colaboradores de la asociación y sus bienes fueron confiscados.
El 28 de octubre de 1942 fue deportada junto con su hermana Luise Wolf al Gueto de Terezín. Allí dibujó todo lo que las circunstancias le dejaron. Sobrevivió en el gueto dos años y falleció pocos días antes de lo que hubiera sido su 81 cumpleaños.
En el año 2005 se dedicó a la artista una calle junto a la Berlin Nordbahnhof. Una placa en Ziegelstraße 12 la señala como estudiante destacada del Luisenschule. En el año 2002 se colocó una piedra dedicada a ella y a su hermana dentro del proyecto Stolpersteine.

## Obra
Fue conocida principalmente por sus retratos. Entre ellos destacan los de Ida Dehmel, Richard Dehmel, Hedda Eulenberg, Gerhart Hauptmann, Gabriele Reuter, la familia de Hedwig Lachmann y Gustav Landauer, la familia del arquitecto Hermann Muthesius, los médicos Salomon Neumann y Carl Ludwig Schleich, la cantante de ópera Irmgard Scheffner, las actrices Tilla Durieux y Carola Neher y otros personajes de la sociedad berlinesa. También destacaron sus pinturas de paisajes.
En octubre de 2013 hubo una exposición sobre su obra en Worpswede.